# Road Dogg
Brian Gerard James, meglio conosciuto come Road Dogg, detto B.G. (Marietta, 20 maggio 1969), è un ex wrestler statunitense attualmente sotto contratto con la WWE come road agent, e producer. Ha inoltre lottato in TNA e nel circuito indipendente con il ring name B.G. James. In WWF/E ha fatto parte dei New Age Outlaws (insieme a Billy Gunn) e della D-Generation X. Inoltre è stato Intercontinental Champion, Hardcore Champion e 5 volte World Tag Team Champion. In TNA è stato 2 volte NWA World Tag Team Champion.

## Prima del wrestling
Figlio dell'ex wrestler Bob Armstrong, James prima di intraprendere la carriera di wrestler, ha fatto parte del Corpo dei Marines dal 1987 al 1993 ed ha combattuto nella Guerra del Golfo, dove era Sergente di Plotone al comando di 33 marines.

## Carriera

### World Wrestling Federation

#### Alleanza con Jeff Jarrett (1994-1995)
Dopo aver sconfitto Barry Hardy in un dark match il 16 agosto 1994 a Wrestling Challenge, James firmò un contratto con la World Wrestling Federtion verso la fine dell'anno. James fu annunciato come "The Roadie", assistente di "Double J" Jeff Jarrett, che ricopriva la gimmick del cantante country. The Roadie lottò alcuni incontri in pay-per-view e negli show televisivi, ma nella maggior parte delle sue apparizioni accompagnava Jarrett, interferendo durante i suoi incontri. Nella prima metà del 1995, Jarrett rilasciò "With My Baby Tonight", affermando di averla cantata egli stesso. L'angle era stato progettato per rivelare che era stato The Roadie, il quale aveva realmente eseguito le voci su questa canzone, scatenando una faida tra i due lottatori. Prima che questa rivelazione fosse fatta, Jarrett e James lasciarono improvvisamente la WWF dopo il secondo In Your House del 23 luglio 1995.
Dopo aver abbandonato la WWF, James andò alla United States Wrestling Association con il nome di Jesse James Armstrong insieme a Jarrett dove vinse diversi titoli, prima di essere sconfitto in un "Loser Leaves Town Match"contro Jarrett.

#### New Age Outlaws e D-Generation X (1996-2001)
James, senza Jarrett, tornò in WWF nel 1996 come "Jesse James", dove rivelò di essere "The Real Double J" e il vero cantante di "With My Baby Tonight". James lottò da lottatore singolo nel undercard fino a quando iniziò una faida con The Honky Tonk Man. Verso la Fine del 1997 la WWF effettuò un cambio di direzione creativa (Attitude Era) che portò Gunn, in precedenza era stato sotto la guida di The Honky Tonk Man vestendo l'impopolare gimnick "Rockabilly", a tingere di nuovo i suoi capelli al suo biondo originale, e assunse il nome di "Bad Ass" Billy Gunn (conosciuto anche come Mr Ass), mentre James diventò "The Road Dogg" Jesse James cominciando a far crescere i capelli fino alle spalle. L'aspetto e gli atteggiamenti della squadra divennero sempre più controversi e anti-sociali, diventando così il Tag-Team più famoso di quel periodo. Gli Outlaws ebbero un feud con i "Road Warriors" e uno con Cactus Jack & Chainsaw Charlie (Terry Funk) di breve durata, prima di entrare nella D-Generation X la notte dopo WrestleMania XIV.

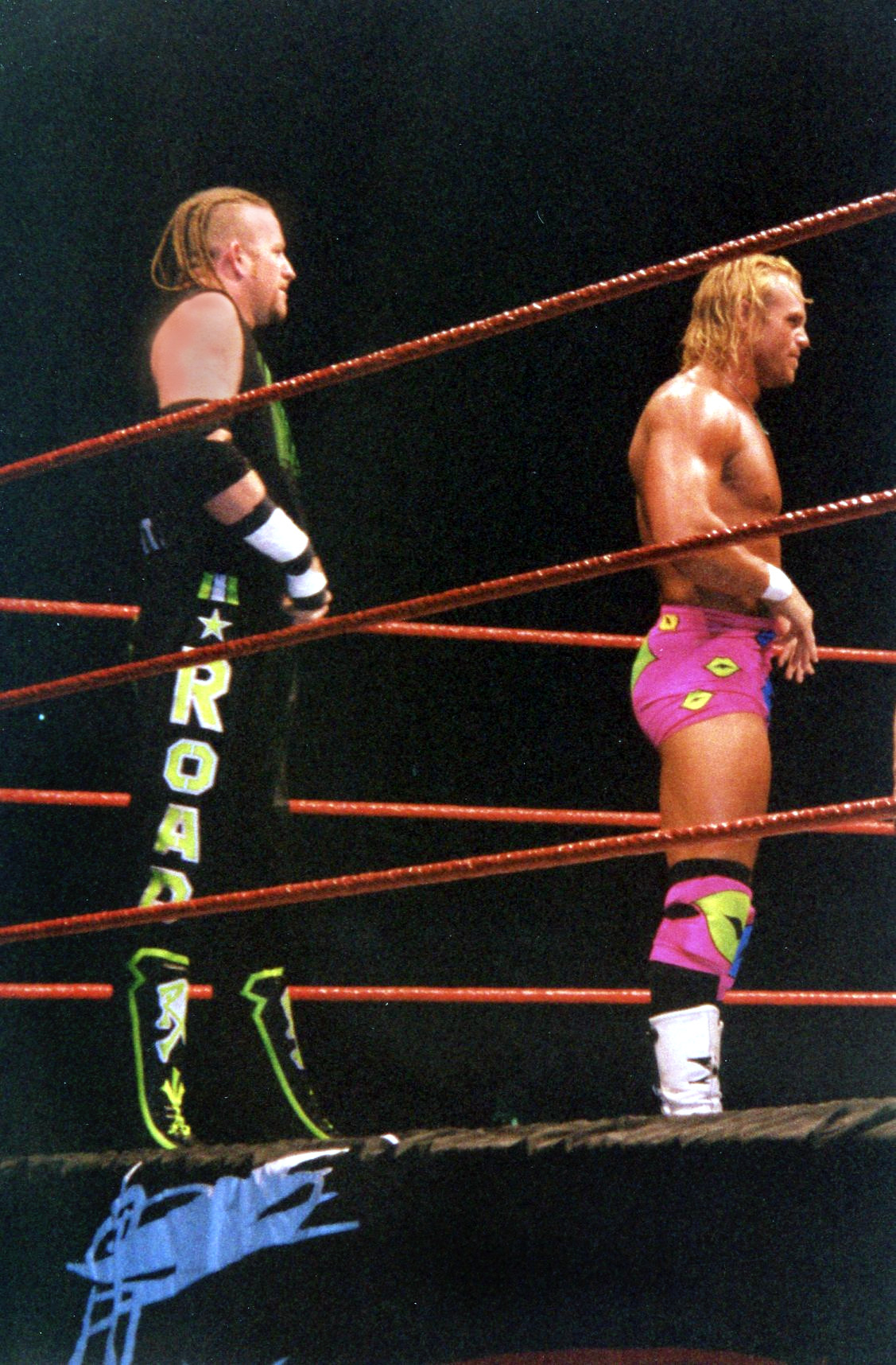
New Age Outlaws

I due diventarono 5 volte Tag Team Champions  prima dell'infortunio di Gunn all'inizio del 2000, e per giustificare la sua assenza fu buttato fuori dalla stable. Allora James lottò con un altro membro della DX, X-Pac, per tutta l'estate del 2000, ma non riuscì a riacquistare la sua vecchia popolarità o a vincere un titolo; il Team si separò quando si sciolse la DX, e James si alleò per un breve periodo con il nuovo arrivato K-Kwik. Venne sospeso nel dicembre del 2000 e successivamente fu licenziato il 26 gennaio 2001.

### Total Nonstop Action Wrestling (2002–2009)
Dopo aver fatto apparizioni nel Circuito Indipendente, principalmente con la World Wrestling All-Stars (WWA), James debuttò nella promotion Total Nonstop Action Wrestling , il 18 settembre 2002 come BG James, con una gimnick simile a "Road Dogg" che però era di proprietà della WWE. Inizialmente fu un heel e uno dei membri della stable di Vince Russo Sports Entertainment Xtreme (S.E.X.).

#### 3Live Kru (2003-2005)
Nel luglio 2003, James costituì la stable 3Live Kru con il wrestler ispanico Konnan e l'Afro-Americano Ron Killings. Il gruppo fu popolare fin dall'inizio perché si faceva notare cantando la loro canzone d'ingresso mentre si avvicinava al ring. Il 3Live Kru si rivelò essere una trovata di successo poiché Killings vinse l'NWA World Heavyweight Championship per la seconda volta e il gruppo vinse il Tag Team Championship.
Le divergenze nacquero quando Billy Gunn, ex partner di James, fu assunto nella TNA nel febbraio 2005 come "The New Age Oultaw" (poi abbreviato "The Outlaw"). The Outlaw corteggiò James per far dividere il Kru e riformare i "New Age Outlaws". Quando The Outlaw iniziò un feud con il Kru, James si ritrovò ripetutamente confuso, non volendo combattere contro i tag team partner, ma neanche contro Outlaw. Per un po' di tempo, B.G. apparve con il Kru, senza però incrociare The Outlaw sulla sua strada, che nel frattempo aveva cambiato il nome in "Kip James", proprio in onore del padre di James. A Sacrifice ribadì la sua fedeltà al 3KL arbitrando un match tra i membri del 3KL e Kip James & Monty Brown. In vista di Bound for Glory Kip provò ad entrare nel 3KL salvando più volte B.G. dal "Team Canada"; al PPV egli offrì la sua protezione e il suo aiuto per neutralizzare Scott d'Amore. Successivamente quando loro persero il match, Kip scese dal ring con una sedia di ferro sembrando pronto per colpire Konnan, il quale non voleva che Kip si unisse a loro, ma invece lo salvò dal "Team Canada", dimostrando le sue buone intenzioni. Nella puntata del 26 novembre di iMPACT!, James portò Kip e il 3LK sul ring e chiese a Killings e Konnan di dare un si o un no per decidere il destino di Kip nel gruppo. Dopo alcune discussioni, soprattutto di Konnan, tutti e tre votarono per il si e nacque il 4Live Kru. Il 4Live Kru ebbe una breve durata con Konnan, ancora apparentemente sconvolto dall'introduzione di Kip nel Kru, che colpì sia B.G., sia Kip con una sediata in testa a Turning Point. Dopodiché anche Killings decise di lasciare il Kru e seguire Konnan.

#### The James Gang (2006)
Allora B.G. & Kip si riunirono per formare il vecchio Tag Team, che venne però chiamato The James Gang, ed ebbero subito un feud con la nuova stable di Konnan, The Latin American Exchange (LAX) formata con Homicide & Apolo; quest'ultimo fu mandato a casa prima Against All Odds per un litigio con i dirigenti e fu sostituito con un parente sconosciuto (Kayfabe) di nome Machete. Vista l'inferiorità numerica, i due strinsero un'alleanza con il padre Reale di B.G., Bullet Bob Armstrong, il quale aiutò loro a sconfiggere i rivali a Destination X. La rivalità però si concluse successivamente con una lotta di forza a Braccio di Ferro tra Armstrong e Konnan, dove vinse il primo costringendo i LAX a dover subire un'umiliazione.
Nel periodo successivo Kip & James cominciarono una rivalità con il Team 3D, riprendendo vecchie ruggini dai tempi della WWE e ECW. I due Team battagliarono per tutta l'estate fin quando i 3D prevalsero in un match per i TNA World Tag Team Championship.
Durante la puntata di iMPACT! del 2 novembre 2006 gli James annunciarono che stavano per lasciare la TNA, ma non riuscirono a completare il loro discorso poiché furono staccati i microfoni. Successivamente fu reso noto che quel segmento fu scritto da Vince Russo nel tentativo di attirare attenzione verso la coppia.

#### Voodoo Kin Mafia (2006-2008)
Durante la puntata del 16 novembre la James Gang annunciò un cambio di Nome: il loro nuovo nome fu Voodoo Kin Mafia (VKM) (un gioco di parole sul nome di Vincent Kennedy McMahon). Infatti cominciarono immediatamente ad insultare McMahon e i membri della D-Generation X, specialmente prendendoli in giro per i loro nomi. Nella puntata successiva i due andarono in cerca di un obiettivo valido da attaccare, fin quando al termine dello show Kip arrivò davanti alla WWE World Headquarters, la sede mondiale della federazione, e ciò spinse James a dire "We're back!" ovvero "Siamo Tornati!". Nel dicembre 2006, come descritto nel sito della TNA, i VKM accettarono la sfida aperta lanciata dagli Hardy Boyz per un tag team match a December to Dismember, ma la WWE non acconsentì. Nelle settimane seguenti i VKM continuarono a mandare in onda video contro la DX e Vince McMahon, e lanciarono sul sito della TNA una sfida da 1.000.000$ per Final Resolution, ma siccome non ricevettero alcuna risposta dalla Federazione di Standford si dichiararono vincitori. Durante il 2007 in un'intervista James dichiarò che sarebbe tornato volentieri in WWE.
Dopo essere apparso in alcune federazioni del circuito indipendente per promuovere alcuni eventi, B.G. non partecipò a match di rilievo nella prima parte della stagione.
Rientrò nel grande giro a Turning Point dove ottenne una chance per i TNA World Tag Team Championship dopo la vittoria in un 15 Man Feast or Fired Battle Royal. James scelse però il suo padre reale Bullet Bob Armstrong invece di Kip come partner, e furono sconfitti nel match inaugurale di Against All Odds dai campioni AJ Styles & Tomko.
Torno in pianta stabile con Kip effettuando un turnface, ma nello show del 21 febbraio 2008 Kip attaccò lui e suo padre tornando un heel. La rivalità si risolse con un six-sides of steel match a Lockdown, da dove uscì vittorioso.

#### Sporadiche apparizioni e il rilascio (2008-2009)
James tornò in televisione a Final Resolution a distanza di molti mesi dalla sua ultima apparizione sui teleschermi. Qui partecipò e fu sconfitto in un Feast or Fired Match. B.G. apparve ad iMPACT! per alcune settimane, soprattutto quando si intromise tra Kurt Angle e Jeff Jarrett nel tentativo di trattenerlo per evitare una vendetta su Angle. Nello show successivo durante un match contro Jarrett fu colpito con un pugno da Kurt Angle, che portò i due a sfidarsi l'8 gennaio 2009 dove l'olimpionico lo sconfisse con un Angle Lock.
Il 15 settembre 2009 fu rilasciato dalla federazione.

### Ritorno al circuito indipendente (2009-2011)
Dopo aver lasciato la TNA, egli tornò nel circuito indipendente riprendendo il suo vecchio nome Jesse James. Il 30 gennaio 2010 collaborò con Dysfunction per sconfiggere Mason Quinn & J-Ca$h e conquistare il NWA Wisconsin Tag Team Championship per la prima volta. Il 1º maggio Jesse perse il proprio titolo poiché Dysfunction scelse Quinn come compagno di Team.
Il 2 aprile a distanza di più di 10 anni, tornò in WWE per introdurre suo padre Bullet Bob Armstrong nella WWE Hall Of Fame classe 2011.
Il 19 aprile con il nome di Road Dogg riformò i New Age Outlaws con Billy Gunn per lottare nella Canadian Wrestling's Elite.
Il 28 maggio ha partecipato all'evento della One Pro Wrestling The last stand, formando un team con Kevin Nash e fallendo l'assalto ai titoli di coppia.

#### Ritorno in WWE (2011-presente)
James ha annunciato sul suo account di Facebook il 10 ottobre 2011 di aver firmato un contratto con la WWE come Agent/Producer, ed è tornato per premiare CM Punk agli Slammy Awards. Ritorna a lottare alla Royal Rumble del 29 gennaio 2012 ma viene eliminato poco dopo da Wade Barrett. Ha preso parte, il 23 luglio 2012, alla 1000ª puntata di Raw in occasione della reunion della DX insieme a Billy Gunn e X-Pac. Agli Slammy Awards annuncia insieme a Billy Gunn, il più grande ritorno dell'anno: Jerry Lawler. I New Age Outlaws tornano durante la puntata di Raw Old School del 4 marzo, sconfiggendo Epico e Primo. A Raw la settimana successiva, hanno un match contro il team Rhodes Scholars, ma verranno attaccati da Brock Lesnar. Nella puntata di Raw del 13 gennaio 2014, in coppia con CM Punk e Billy Gunn, perdono contro lo Shield dopo che i NOG hanno abbandonato l'ex WWE Champion lasciandolo sul ring da solo contro i tre mastini della giustizia effettuando un turn heel. Alla Royal Rumble vince i titoli di coppia insieme a Billy Gunn battendo Cody Rhodes e Goldust: la rivincita avviene nella puntata di Raw successiva con la vittoria ancora dei NAO. Nella puntata di Raw del 3 marzo Road Dogg e Billy Gunn perdono i titoli di coppia venendo sconfitti dai fratelli Usos. A WrestleMania XXX, gli Outlaws e il Direttore delle operazioni Kane vengono sconfitti dallo Shield.
Fa il suo ritorno, insieme a Billy Gunn, nella Raw Reunion della puntata del 19 dicembre. Qui, insieme ad altre leggende, tra i quali Kevin Nash, Scott Hall e Ron Simmons, attacca gli Ascension, i quali si erano presentati per proclamarsi miglior tag team della storia. La stessa sera viene annunciato per il pay-per-view Royal Rumble 2015 la sfida tra gli Ascension e i New Age Outlaws, match vinto dai primi.

## Vita privata
James è sposato e ha tre figli.
Ha ammesso di aver avuto problemi con la droga: cominciò a fumare marijuana dai tempi del liceo. Dopo la sospensione dalla WWF si recò in centro riabilitativo con il tentativo di raddrizzare la propria vita.

## Personaggio

### Mosse finali
- Falling pumphandle powerslam

## Titoli e riconoscimenti
- Atlantic Coast Championship Wrestling
  - ACCW Heavyweight Championship (1)
- Catch Wrestling Association
  - CWA World Tag Team Championship (1) – con Cannonball Grizzly
- Maryland Championship Wrestling
  - MCW Tag Team Championship (1) – con Billy Gunn
- Millennium Wrestling Federation
  - MWF Tag Team Championship (1) – con Beau Douglas
- NWA Wisconsin / All-Star Championship Wrestling
  - NWA Wisconsin/ACW Tag Team Championship (1) – con Dysfunction
- NWA Wrestle Birmingham
  - NWA Alabama Heavyweight Championship (2)
- Total Nonstop Action Wrestling
  - NWA World Tag Team Championship (2) – con Konnan (1) e Ron Killings (1)
- United States Wrestling Association
  - USWA Heavyweight Championship (1)
  - USWA Television Championship (2)
  - USWA World Tag Team Championship (2) – con Tracy Smothers
- World Wrestling All-Stars
  - WWA World Heavyweight Championship (1)
- World Wrestling Federation/Entertainment
  - WWF Intercontinental Championship (1)
  - WWF Hardcore Championship (1)
  - WWF Tag Team Championship (5) – Billy Gunn
  - WWE Tag Team Championship (1) – Billy Gunn
  - WWE Hall of Fame (Classe del 2019) – come membro della D-Generation X
- Pro Wrestling Illustrated
  - PWI Tag Team of the Year (1998) con Billy Gunn
  - 46º tra i 500 migliori wrestler singoli nella PWI 500 (1999)
  - 43º tra i 100 migliori tag team nella "PWI Years" (2003) - con Billy Gunn
  - 183º tra i 500 migliori wrestler singoli nella "PWI Years" (2003)

Wrestling Observer Newsletter awards
- Worst Gimmick (1996)